# Cornelis Redelykheid

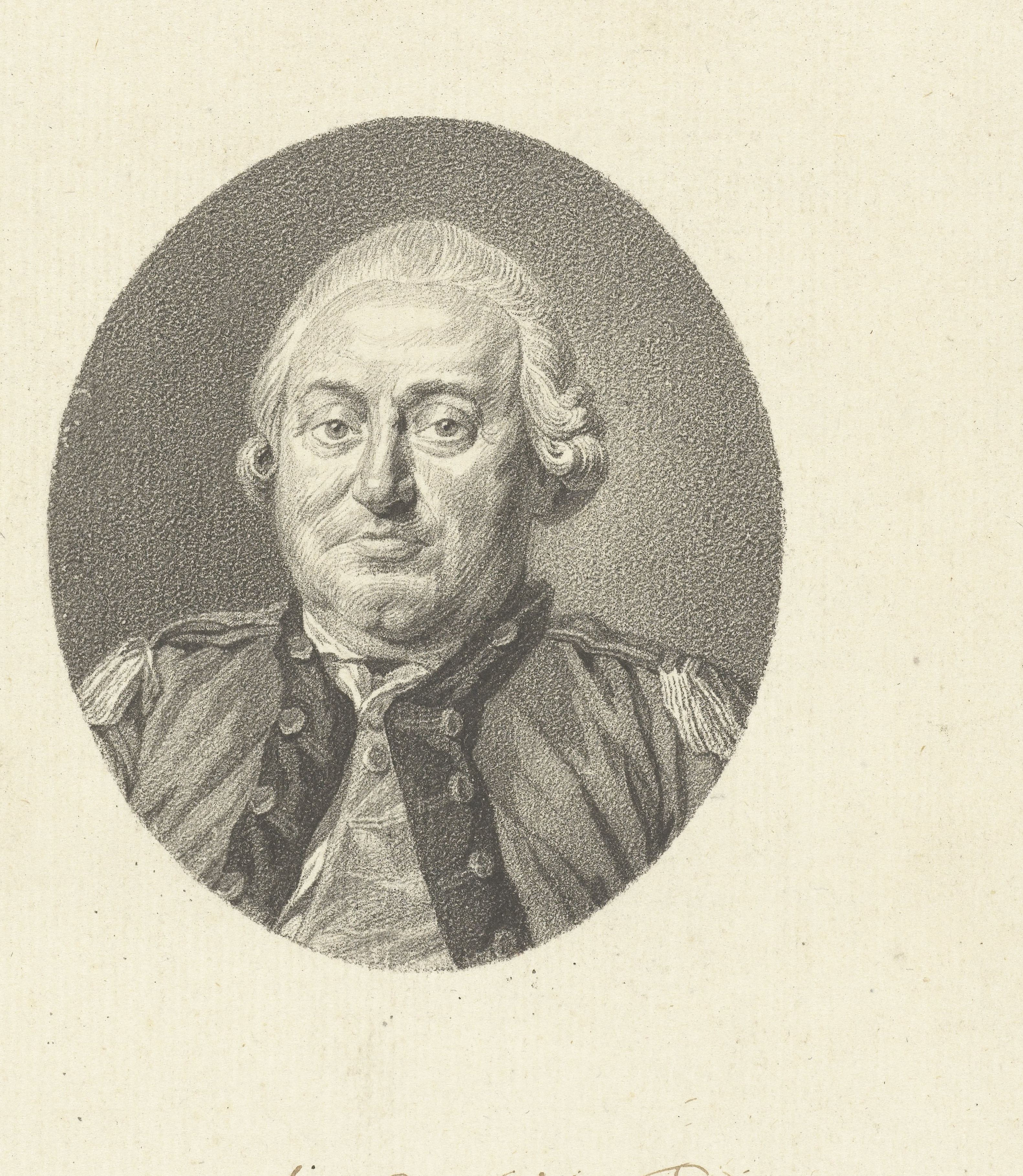
Cornelis Redelykheid, krijttekening van Johannes Cornelis Mertens. Collectie Rijksprentenkabinet, Rijksmuseum Amsterdam

Cornelis Redelykheid (Rotterdam, 13 augustus 1728 - Otsjakiv, september? 1788) was een Nederlandse ingenieur van remonstrantse huize. Redelykheid was de zoon van de oorspronkelijk uit Alblasserdam afkomstige metselaar Ary Redelykheid (1689-1776) en Kornelia de Rave(n). Zijn vader dreef daarnaast een kalksteenhandel, die in 1753 door Cornelis werd overgenomen.
In 1761 verhuisde hij naar Den Haag, waar hij op 4 november huwde met Johanna Christina van Wagtendonk (1722-1785). Hij werd dat jaar contrarolleur van de domeinen van het gewest Holland, in wier dienst hij het vóór tot kolonel-ingenieur zou brengen.

## Uitvinder en auteur
Redelykheid genoot tijdens zijn leven vooral bekendheid door een stroom van vaak polemische geschriften over met name water- en vestingbouwkundige, maar ook algemene maatschappelijke onderwerpen. Zo liet hij zich uit over het gelijk van de remonstranten, het temmen van de grote rivieren, de stank van de Haagse grachten en het nut van palissaden voor de oorlogsvoering. Zijn vergelijking van de kwaliteit van hedendaags metselwerk met dat van de oude Romeinen leidde in 1775 tot een korte maar hevige polemiek met militair ingenieur Cornelis Johannes Krayenhoff (1722-1782).
Tevens was Redelykheid zelf actief als uitvinder, onder meer van een sluis met in- en uitschuivende deuren en een baggermachine, waarover hij in 1774 respectievelijk 1776 ook een geschriftje liet verschijnen (beide kort daarop in het Duits vertaald). Voor zijn uitvinding van de schuifsluis was hij in 1773 door de Staten van Holland en West-Friesland met een premie van 1000 gouden ducaten beloond. In 1776 maakte Redelykheid op verzoek van een honderdtal Rotterdamse kooplieden een ambitieus plan voor een reeks van schutsluizen die de Maasstad tegen hoogwater moesten beschermen.
Ook op het terrein van de architectuur liet Redelykheid van zich horen, al heeft hij op dit gebied weinig blijvende sporen nagelaten. In 1775 dong hij vergeefs mee bij de pijsvraag voor een nieuw stadhuis van Groningen. Van zijn onder het motto Door wijsheid word een huis gebouwd en door verstandigheid worden derzelver binnenkameren vercierdt ingediende ontwerp is alleen de beschrijving bewaard gebleven. Het plan werd niet bekroond, maar kreeg in het juryrapport wel een eervolle vermelding.
In 1777 assisteerde hij het stadsbestuur van Zwolle bij de keuze van een nieuwe stadsbouwmeester, waarbij de drie best bevonden sollicitanten - Hendrik Gerrit van Raan, Teunis Wittenberg en de uiteindelijk in de functie benoemde Derk Swens - door hem aan een soort bouwkundig examen werden onderworpen.

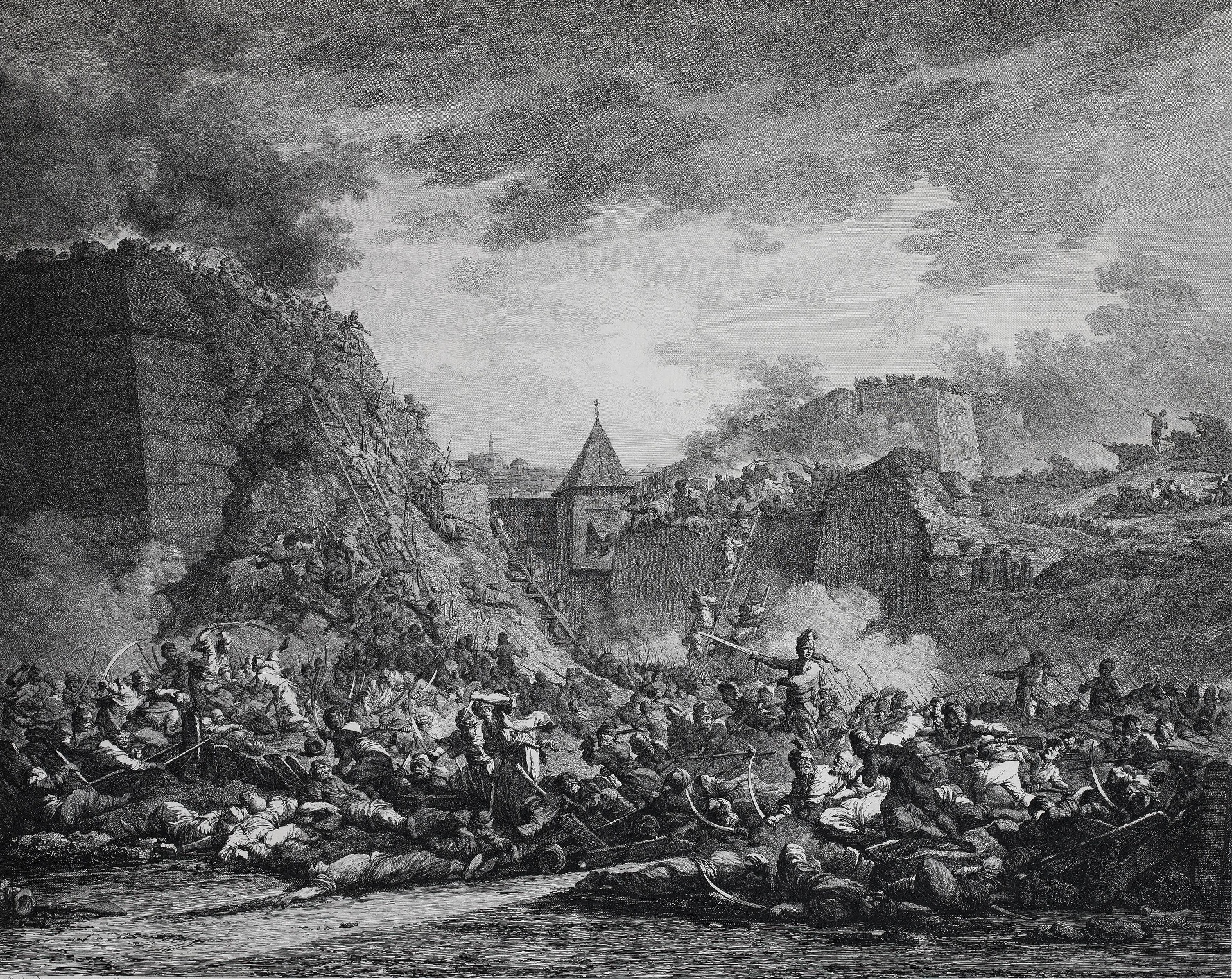
De Russische bestorming van Otsjakiv in 1788 die Redelykheid fataal werd

## Levenseinde
In het binnenlandse politieke conflict van de jaren tachtig koos Redelykheid partij voor de Patriotten. In 1786 werd hij als militair deskundige naar Utrecht geroepen om hen tegen de Orangisten bij te staan, door wallen en grachten in staat van verdediging te brengen. Al in 1784 had hij proeven met een zelf uitgevonden geschutstuk, een zogeheten rolpaard, gedaan.
Op 16 april 1786 in Breda hertrouwd met Elisabeth Snellen (1728-1802), vertrok hij al snel naar Rusland, om nog op 24 december dat jaar in dienst van Catharina de Grote te treden. Als kolonel van het corps der genie werd hij ingezet in de oorlog tegen de Turken, waarna hij in september (?) 1788 bij de bestorming van de Zwarte Zee-vesting Otsjakiv sneuvelde.

## Geschriften van Redelykheid
- Memorie aan de Gecommitteerde Raden van Holland en West-Friesland contra de Memorie van de schulp-kalk-branders (z.p. 1754)
- Verhandeling over de metselary in vestingwerken, behelzende een nieuw projet met derzelver verdeediging (Rotterdam 1755)
- De nieuwe versterkte facen en flancquen, of verhandeling om de facen, door middel van het metzelwerk, en derzelver zamenstel (Amsterdam 1759)
- Eenvoudig en zedig antwoord, aan den weleerw. heere P. Hofstede, wegens de voorstelling of de Hooge Overheid aan de Societeit der Remonstranten vryheid vergunt heeft van openbaare godsdienst-oeffening, dan of zy alleen oogluikende geduld word (Den Haag 1770)
- Aanmerkingen dienende tot verdediging der Remonstrantsch-Gereformeerde christenen, tegen beschuldigingen van zekeren naamloozen schryver, zich noemende advocaat der vaderlandsche kerk (Amsterdam 1772)
- Zwarigheden en bedenkingen tegen het ontwerp van doorgravinge, omtrent het dorp Katwyk-Buiten, tot in de Noord-Zee, voorgesteld als een middel ter ontlastinge der overtollige wateren van het Haerlemsche Meer (Amsterdam 1772)
- Project of ontwerp om de stank of besmettelyke reuk der wateren in de gragten van 's Gravenhage des zomers voor te koomen (Den Haag 1773)
- Rivierkundige aanmerkingen op de rivierkundige waarneemingen van Martinus van Barnevelt (Den Haag 1773)
- De nieuw uitgevonden diep-machine, afgebeeld op drie koperen platen, uitgevonden, beschreven en in 't ligt gebragt tot nut en dienst van 't algemeen, en ter bevordering vankonsten en weetenschappen (Den Haag 1774); in het Frans heruitgegeven als: La nouvelle machine à creuser,les ports et les rivières, représentée en trois planches, décrite et mise au jour, pour l'utilité publique, et le progrès des arts et des sciences (Den Haag 1774)
- De nieuw uitgevonden sluis met in- en uitschuivende deuren, afgebeeld op zes koperen platen (Den Haag 1774); in het Frans heruitgegeven als: La nouvelle ecluse à coulisses représentée en six planches, inventée décrite et mise au jour, l'utilité publique, et le progrès des arts et des sciences (Amsterdam 1774)
- De nieuw uitgevonden Palissaden, om dezelve zoo in het veld, als in vestingen, met meerder voordeel dan hedendaagsch, tegen de vyanden te konnen gebruiken, als mede een nieuw uitgevonden machine om canon in den bedektenweg te konnen gebruiken (Den Haag 1775)
- Project om de gedurige overstroomingen door de menigvuldige opperwateren in de rivieren de Leck, de Waal en de IJssel te prevenieren (Amsterdam 1775)
- De aloude metzelwerken, vergeleken tegen de hedendaagsche, of vertoog waarom de zwaare muren van dezen tyd krachteloos en bouwvallig zyn, in tegenoverstelling van die der ouden, door Corn. Joh. Krayenhoff  beoordeeld en wederlegd (Den Haag 1775)
- De beöordeeling en wederlegging over en van het werkje van Corn. Joh. Krayenhoff (aangaande de aloude metzelwerken) verdeedigd (Den Haag 1776)
- Middel, dienende tot verzekering der sluizen, tegens zwaren stormen en hogen watervloeden, bestaande in een sluis-sluitbak (Den Haag 1776)
- Antwoord op de vaag: Kunnen de gebreken onzer rivieren door andere middelen dan door afleidingen voorgekomen worden (z.p. 1779)
- Tweede antwoord op de vraage, nopens de verbeteringe der rivieren, voor gesteld door de Hollandsche maatschappye der Weetenschappen te Haarlem (z.p. 1779)
- De verhandeling over de metalen ronde schyven onder de buiten- of slag-stylen der sluisdeuren, tegen derzelver verschranking, enz., overgeleverd aan het Provinciaal Utrechtsch genootschap van kunsten en weetenschappen (z.p. 1780)
- ‘Aanmerkingen over de in gebruik zijnde manier der baardplanken aan de sluizen, in welken de defecten aangeweezen, en de noodigen verbeeteringen des aangaande voorgesteld worden’, in: Verhandelingen van het Provinciaal Utrechtsch Genootschap van Kunsten en Weetenschappen, 1 (1781), p.317-327.
- ‘Verhandeling over de noodzakelijkheid, om onder de middel- of pedant-muuren der sluizen van de voor- tot de agterzijde der muuren twee dubbele rijen baardplanken te heijen’, in: Verhandelingen van het Provinciaal Utrechtsch Genootschap van Kunsten en Weetenschappen, 1 (1781), p.396-407.
- ‘Verhandeling over het sluiten en verzekeren der sluisdeuren in gevallen van zwaare en hooge watervloeden’, in: Verhandelingen van het Provinciaal Utrechtsch Genootschap van Kunsten en Weetenschappen, 1 (1781), p.511-524.
- Berigt aan de Eigenaars eeniger Veenlanden geleegen in den Krimpenerwaard, in de ambagten van Stolwyk en Berkenwoude (z.p. 1781)
- Ons gemeenebest den vryen Staat der Vereenigde Nederlanden in zyne waare sterkte tegens alle aanvallende vyanden overwogen en voorgesteld. In eenige brieven door een oprecht beminnaar van zyn vaderland. Waakzaam voor, bereid tot, en kloekmoedig in den oorlog (Den Haag 1784)